# قصريك (صوماي برادوست)
قصريك هي قرية في مقاطعة أرومية، إيران. عدد سكان هذه القرية هو 122 في سنة 2006.